# Навкат
Навкат (узб. Novqat/ Новқат) — посёлок городского типа, расположенный на территории Шахрисабзского района Кашкадарьинской области Республики Узбекистан.

Имеет статус посёлка городского типа с 2009 года.